# 近畿福音ルーテル教会
近畿福音ルーテル教会（きんきふくいんルーテルきょうかい）は、大阪市港区に本部を置く、日本のプロテスタント・ルター派の宗教団体。兵庫県、大阪府、奈良県、三重県、和歌山県、を中心とする近畿地方で活動している。伝道船「真光丸」を所有して、教会のない地区での伝道も行っていた。大阪に、大阪ルーテルセンター、帝塚山に帝塚山学生センターを運営して、神戸ルーテル神学校の経営にも参加している。

## 沿革
- 1951年　ノルウェー伝道会とノルウェー・ルーテル自由教会が近畿地方を中心に伝道を始めた。
- 1961年　この二つの団体の働きによって生まれた、14教会が近畿福音ルーテル働きを結成した。
- 1962年　日本初の伝道用鉄鋼船（78t）「真光丸」完成。「動く教会堂」と呼ばれる同船を用いた大阪・和歌山の湾岸地区での伝道を展開。

## 特色
- ルーテル教会の信仰告白を持っている。